# Weizi járás
A Weiz-i járás Ausztriában, Stájerország tartományban található. Weizi járás Graz-környéki, Hartberg-fürstenfeldi, Südoststeiermark, Bruck-mürzzuschlagi és Neunkircheni járásokkal határos. Lakosainak száma 92 373 fő (2023. január 1.).

## A járáshoz tartozó települések
- Albersdorf-Prebuch
- Anger
- Birkfeld
- Fischbach
- Fladnitz an der Teichalm
- Floing
- Gasen
- Gersdorf an der Feistritz
- Gleisdorf
- Hofstätten an der Raab
- Ilztal
- Ludersdorf-Wilfersdorf
- Markt Hartmannsdorf
- Miesenbach bei Birkfeld
- Mitterdorf an der Raab
- Mortantsch
- Naas
- Passail
- Puch bei Weiz
- Ratten
- Rettenegg
- Sankt Kathrein am Hauenstein
- Sankt Kathrein am Offenegg
- Sankt Margarethen an der Raab
- Sankt Ruprecht an der Raab
- Sinabelkirchen
- Strallegg
- Thannhausen
- Weiz